# Eisbrecher Krassin
Eisbrecher Krassin (deutscher Alternativtitel Das weiße Geheimnis, russischer Originaltitel Podwig wo ldach = Deutsch sinngemäß Heldentat im Eis) ist ein sowjetischer Dokumentarfilm der Wassiljew-Brüder von 1928 und thematisiert den sowjetischen Beitrag zur Nobile-Rettungsexpedition.

## Handlung
Die drei sowjetischen Schiffe Krassin, Malygin und Perseus suchen das Luftschiff Italia des italienischen Polarforschers Umberto Nobile. An Bord der Eisbrecher Krassin und Malygin befinden sich Flugzeuge, die auf dem Eis zusammengesetzt werden und das Luftschiff suchen. 
Die Krassin hilft nach der Expedition dem deutschen Fahrgastschiff Monte Cervantes, das in Seenot geraten war. 

## Aufführung in Deutschland
Laut Der Kinematograph fand die deutsche Uraufführung am 21. Dezember 1928 im „Mozart-Saal“ statt. In Oldenburg wurde er von den Nachrichten für Stadt und Land am 22. Februar 1929 für das „Nord-Licht“-Kino angekündigt.

## Produktionsnotizen
Die Wassiljew-Brüder waren an den Dreharbeiten nicht beteiligt. Das Filmmaterial stammte von den Kameramännern Bluwstein (Krassin), Wallentei (Malygin) und Bogorow (Perseus); laut Vorspann war Bluwstein auch Regie-Assistent.   

## Kritik
„Wie alle Polarfilme ist er trotz Einförmigkeit des Milieus erregend und spannend. Der von dem Operateur Bluwstein außerordentlich effektvoll photographierte und mit einleitenden Worten begleitete Film zeigt den typisch-russischen Bildschnitt, der auch hier seine packende Wirkung nicht verfehlt. Über ein paar propagandistische Szenen muß man hinwegsehen … Die Zuschauer nahmen den Film mit großer Anerkennung auf.“